# Tabuleiro do Mato Dentro
Tabuleiro do Mato Dentro é um distrito do município brasileiro de Conceição do Mato Dentro, no interior do estado de Minas Gerais. Segundo o censo demográfico de 2022, realizado pelo Instituto Brasileiro de Geografia e Estatística (IBGE), sua população era de 683 habitantes e havia 238 domicílios particulares permanentes ocupados. Possui área de 87,76 km² conforme a Fundação João Pinheiro (FJP). Foi criado pela lei nº 1.741 de 30 de setembro de 2003.
De acordo com o IBGE, em 2010 a população era de 1 166 habitantes e havia 480 domicílios particulares.